# Missetäter
Missetäter, auch: Übeltäter, Delinquent, veraltet: Malefikant (von lat.: „Schlecht-Tuer“), ist eine Person, die eine moralisch, ethisch oder rechtlich verwerfliche Tat begangen hat.
Im juristischen Bereich ist der Begriff durch andere Ausdrücke abgelöst worden, so im Strafrecht durch den des Straftäters, im Ordnungswidrigkeitenrecht durch den des Betroffenen oder im Recht der zivilrechtlich unerlaubten Handlung (Deliktsrecht) durch den des Schädigers.
Heute wird der Ausdruck „Missetäter“ häufig scherzhaft, verniedlichend oder euphemistisch für jemanden verwendet, der eine kleine Verfehlung (Missetat) oder ein Lausbubenstück begangen hat.
Beim Wippen in den Großen Teich erinnern die Soester Bürgerschützen an die öffentliche Bestrafung von Malefikanten, indem scherzhaft der Missetat beschuldigte Mitbürger zu einer Treppe (Soester Wippe) geführt werden, von der aus sie in einen Teich springen müssen.

## Belege
1. ↑  Wippen in den Großen Teich, Veranstaltungsankündigung vom 25. Juni 2019, abgerufen am 22. Juni 2024